# Acropteris pontiata
Acropteris pontiata är en fjärilsart som beskrevs av Achille Guenée. Acropteris pontiata ingår i släktet Acropteris och familjen Uraniidae. Inga underarter finns listade i Catalogue of Life.